# Quincy Taylor
Quincy Taylor (* 18. Juli 1963 in Dallas, Texas) ist ein ehemaliger US-amerikanischer Profiboxer und ehemaliger Weltmeister der WBC im Mittelgewicht.

## Leben
Als Amateur konnte er die Texas Golden Gloves gewinnen. Bei den Golden Gloves 1986 verlor er gegen Thomas Tate, späterer Profiboxer und WM-Herausforderer von Julian Jackson, Roy Jones junior und Sven Ottke.
Noch 1986 wechselte er ins Profilager und wurde unter anderem von Ex-Weltmeister und International Boxing Hall of Fameer Curtis Cokes trainiert. Bis August 1988 gewann er jeden seiner 10 Profikämpfe, davon 9 durch Knockout. Dabei besiegte er auch die ungeschlagenen Nachwuchstalente Joe Walker (8-0) und Roy Bedwell (5-0). 1987 wurde er als Sparringspartner für Sugar Ray Leonard verpflichtet, der sich gerade im Vorbereitungstraining für einen WM-Kampf gegen Marvin Hagler befand. Dabei sorgte er für eine beeindruckende Überraschung, als er Leonard durch einen schweren Wirkungstreffer zu Boden schickte und damit dessen Schwierigkeiten im Umgang mit Rechtsauslegern offenbarte.
Am 12. August 1988 erlitt er in Las Vegas eine knappe Punktniederlage gegen Terry Norris. Anschließend gewann er wieder vier Kämpfe in Folge, darunter gegen WM-Herausforderer Gilbert Baptist (17-10), den Kalifornischen Meister Tomás Pérez (22-4) und den ungeschlagenen Argentinier Mario Alberto Gastón Chávez (23-0). Am 8. Oktober 1990 verlor er nach Punkten gegen den mexikanischen Ex-Weltmeister Jorge Vaca (45-9) und unterlag diesem auch im Rückkampf nach Punkten.
Am 13. Dezember 1990 gewann er durch einen K.-o.-Sieg gegen Armando Rodríguez (21-3) aus Venezuela, den Interkontinentalen Meistertitel der IBF im Halbmittelgewicht. Nach sechs weiteren Siegen gegen Aufbaugegner boxte er am 15. März 1994 gegen den ungeschlagenen, späteren Weltmeister Otis Grant (22-0) um den Nordamerika-Titel der NABF im Mittelgewicht und gewann durch K. o. in der zwölften Runde.
Er verteidigte den Titel im August 1994 durch K. o. in der achten Runde gegen Derrick Rolon (19-1) und im Januar 1995 durch K. o. in der zwölften Runde gegen den ungeschlagenen Rodney Toney (19-0). Im Mai 1995 verteidigte er den Titel durch K. o. in der siebten Runde zum dritten und letzten Mal gegen Rafael Williams.
Daraufhin erhielt er am 19. August 1995 in Las Vegas einen Titelkampf um den Weltmeistergürtel im Mittelgewicht nach WBC-Version gegen den aktuellen Titelträger Julian Jackson (51-3). Taylor gewann den Kampf durch K. o. in der sechsten Runde und wurde dadurch nach seinem Trainer Curtis Cokes, der erst zweite Boxweltmeister aus Dallas, Texas. Er verlor den Titel jedoch in der ersten Verteidigung am 16. März 1996 in Las Vegas vorzeitig an Keith Holmes.
Nach über zweijähriger Ringabstinenz gewann er im April 1998 durch K. o. gegen Melvin Wynn und zog sich anschließend wieder für über drei Jahre vom Boxsport zurück. Am 16. Juni 2001 bestritt er einen letzten Boxkampf gegen den als Favoriten eingestuften Fred „Fabulous“ Moore (25-0, 23 K. o.) und gewann überraschend durch K. o. in der vierten Runde.